# Hiʻiaka (vệ tinh)
Hiʻiaka là một vệ tinh tự nhiên của hành tinh lùn Haumea.

## Phát hiện
Hiʻiaka là vệ tinh đầu tiên phát hiện ra xung quanh Haumea. Nó được đặt tên theo một trong các con gái của Haumea, Hiʻiaka, nữ thần bảo trợ của Đảo Lớn của Hawaii, mặc dù lúc đầu nó đã được đội ngũ phát hiện đặt biệt danh "Rudolph". Nó quay quanh một lần 49,12 ± 0,03 d ở khoảng cách 49.880 ± 198 km, với độ lệch tâm của 0,0513 ± 0,0078 và độ nghiêng của 126.356 ± 0,064 °. Sự kiện Mutual dự kiến trong tháng 7 năm 2009 có nên nâng cao kiến thức của loài người về các quỹ đạo và khối lượng của các thành phần của hệ thống Haumean.

## Đặc điểm vật lý
Kích thước và độ sáng [sửa]
Độ sáng đo được của nó là 5,9 ± 0,5%, đường kính của nó khoảng 22% của hành tinh lùn Haumea, hoặc trong phạm vi 320 km, giả định rằng phản xạ tương tự. Để đặt điều này trong quan điểm, điều này sẽ làm cho nó lớn hơn tất cả, ngoại trừ bốn trong số các tiểu hành tinh, sau 1 Ceres, 2 Pallas, 4 Vesta, 10 Hygiea. Tuy nhiên, nó không phải là một ứng cử viên hành tinh lùn bởi vì nó là một mặt trăng.

## Khối lượng
Khối lượng của Hiʻiaka được ước tính là (1,79 ± 00:11) × 1019 kg sử dụng kỹ thuật đo tương đối chính xác từ Kính viễn vọng Hubble và kính viễn vọng Keck và áp dụng 3-body, mô hình điểm-khối với hệ thống Haumean.

### Quang phổ và thành phần
Quang phổ hồng ngoại gần của Hiʻiaka bị chi phối bởi các dải hấp thụ nước đá, điều đó nghĩa là bề mặt của nó là chủ yếu là nước đá. Sự hiện diện của dải tập trung tại 165 μm chỉ ra rằng nước đá bề mặt chủ yếu ở dạng tinh thể. Hiện vẫn chưa rõ lý do tại sao nước đóng băng trên bề mặt đã không biến thành dạng vô định hình như sẽ được dự kiến hai để chiếu xạ liên tục của nó bởi các tia vũ trụ.